# Кондратов, Юрий Григорьевич
Ю́рий Григо́рьевич Кондра́тов (6 февраля 1921, Москва — 14 июля 1967, там же) — советский артист балета, педагог. Лауреат Сталинской премии (1950), народный артист РСФСР (1962).

## Биография
Родился в Москве. Его отец — Григорий Владимирович Кондратов — работал художником-бутафором в мастерских Большого театра. В 1940 году окончил Московское хореографическое училище (педагоги Н. И. Тарасов, А. А. Царман, П. А. Гусев). В 1939—1959 гг. в Большом театре. Педагог-репетитор Кондратова в Большом театре — Пётр Андреевич Гусев.
Мастер дуэтно-классического танца, один из лучших партнёров своего времени, Кондратов выступал с М. Т. Семёновой, Г. С. Улановой, О. В. Лепешинской, С. М. Мессерер, М. М. Плисецкой, Р. С. Стручковой, С. Н. Головкиной, английской балериной Б. Грей.
Первая жена — артистка балета Большого театра Лесма Чадарайн (1925—1994)
- Сын Андрей Кондратов — ведущий солист балета Большого театра.

Вторая жена — Нина Кондратова (урождённая Руднева, 1921—1989) — заслуженная артистка РСФСР, в 1950—1971 диктор Центрального телевидения, в 1973—1987 режиссёр-педагог дикторского отдела Центрального телевидения.
- Дочь — Елена Кондратова (р. 1952) — в 1975—1987 артистка МХАТа им. М. М. Горького, в 1987—1990 — МХАТа им. А. П. Чехова; в 1991—1997 артистка Московского театра «У Никитских ворот».

Умер в Москве. Похоронен на Введенском кладбище (21 уч.).

## Награды и премии
- Орден Трудового Красного Знамени (1951).
- Народный артист РСФСР (1962).
- Сталинская премия (1950).
- Лауреат 2-го Всемирного фестиваля молодёжи и студентов в Будапеште (1949, 1-я премия и золотая медаль).

## Репертуар (основные партии)

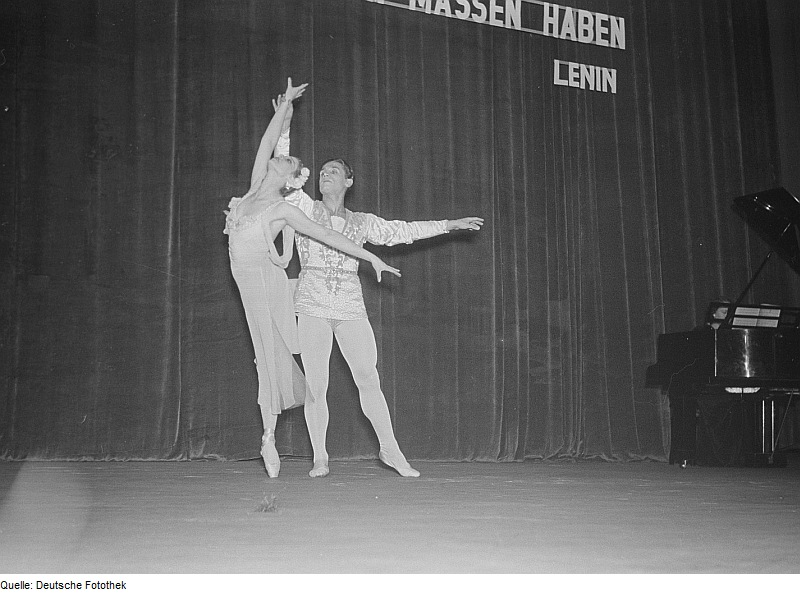
Майя Плисецкая и Юрий Кондратов,
1951 год

- Колен («Тщетная предосторожность», хореография А. А. Горского, возобновление А. М. Мессерера)
- Ма Ли-чен («Красный мак»; балетм. Л. М. Лавровский)
- Океан («Конёк-Горбунок», хореография Горского, возобновление Т. П. Никитиной, Поспехина и Радунского)
- Фабрицио («Мирандолина», балетм. В. И. Вайнонен)
- Армен («Гаянэ», балетм. В. И. Вайнонен)
- Батыр («Шурале», балетм. Л. В. Якобсон)
- Ленни («Тропою грома», балетм. К. М. Сергеев)
- Голубая птица («Спящая красавица», балетм. А. М. Мессерер, А. И. Чекрыгин, реж. Б. А. Мордвинов)
- Тибул («Три толстяка», балетм. И. А. Моисеев)
- Зигфрид («Лебединое озеро», балетм. А. А. Горский /восстановление Е. И. Долинской/, А. М. Мессерер)
- Юноша («Шопениана», хореография М. М. Фокина, возобновление А. М. Монахова)
- Грей («Алые паруса», балетм. Попко, Поспехин, Радунский)
- Вацлав («Бахчисарайский фонтан», балетм. Р. В. Захаров)
- Принц («Золушка», балетм. Р. В. Захаров)
- Альберт («Жизель», ред. Л. М. Лавровского)
- Базиль («Дон Кихот», хореография А. А. Горского, новые танцы и картины К. Я. Голейзовского и Р. В. Захарова)
- Щелкунчик-Принц («Щелкунчик», балетм. В. И. Вайнонен)
- Жан де Бриен («Раймонда», постановка Л. М. Лавровского)
- Данила («Сказ о каменном цветке», балетм. Л. М. Лавровский)
- Франц («Коппелия», хореография Горского, возобновление Е. И. Долинской и Радунского)
- Принц Дезире («Спящая красавица», балетм. М. М. Габович, А. М. Мессерер)
- Фрондосо («Лауренсия», балетм. В. М. Чабукиани)

## Фильмография
Снимался в кинофильме-концерте «Большой концерт» (1951, фрагмент балета «Лебединое озеро» с М. М. Плисецкой; реж. В. П. Строева, «Мосфильм»).

## Педагог
- 1943—1964 — педагог классического и дуэтно-классического танца в Московском хореографическом училище
- 1959—1964 — художественный руководитель Московского хореографического училища
- 1964—1967 — художественный руководитель ансамбля «Балет на льду»

## Публикации
- «Балет „Отелло“ — „Огонёк“, 1958, № 12
- „Секрет“ советского балета» — «Культура и Жизнь», 1961, № 2
- «Моя работа над ролью Илько» — «Советский артист», 1940
- «Сорок дней в Италии» — «Вечерняя Москва», 1951, 21 июля
- «Глазами советского человека» — «Советский артист», 1951, 31 августа
- «Герои нашего времени» — «Советский артист», 1952, 31 декабря"
- «В заботе о качестве спектакля» — «Советский артист», 1956, 18 января
- «Дом на Пушечной» — «Литературная газета», 1960, 27 сентября
- «В хореографическом училище Большого театра» — «Советский артист», 1960, 5 октября
- «Рядом с балетом» — «Советский спорт», 1961, 24 ноября